# Joseph Bassompierre-Sewrin
Pour les articles homonymes, voir Bassompierre.
Joseph Charles Bassompierre-Sewrin né le 29 mars 1871 à Paris 7e et mort le 8 juin 1950 à Paris 16e, est un architecte français. 
Il est le petit-fils du peintre Edmond Bassompierre-Sewrin (1809-1896).

## Biographie
Élève de Paul-René-Léon Ginain à l'école nationale des Beaux-Arts d'où il sort diplômé en 1901, il commence sa carrière en 1905 en construisant l'infirmerie de l'asile pour convalescents à Saint-Mandé.
En 1913 il s'est associé avec l'architecte André Arfvidson pour participer aux concours de construction des Habitations Bon Marché de la Ville de Paris.
En 1919, il a reçu comme collaborateurs Paul de Rutté (1871-1943) et Paul Sirvin (1891-1977) à sa sortie de l'école des Beaux-Arts.
II a contribué notamment à la conception de la cité-jardin de Drancy et d’une cité à Boulogne-Billancourt.
Il a aussi contribué à la cité-jardin de la Butte-Rouge à Châtenay-Malabry.
À Paris, il a réalisé :
- en 1924, avec André Arfvidson et Paul de Rutté, les habitations à bon marché au 13 rue de la Fontaine-à-Mulard et 18 rue Brillat-Savarin,
- en 1923-1926, par les mêmes architectes, les habitations à bon marché au 8 rue Gaston-Pinot, 3-7 rue de la Prévoyance et 11 rue d'Alsace-Lorraine,
- en 1928, par les mêmes architectes, les immeubles à loyer moyen au 129-133 boulevard Masséna,
- en 1929, par les mêmes architectes sous la direction d'Emmanuel Pontremoli, les immeubles à loyer moyen au 36 rue Antoine-Chantin,
- en 1931, par les mêmes architectes, l'immeuble de rapport au 11 rue Cognacq-Jay,
- en 1930-1932, avec Paul de Rutté et Paul Sirvin, les immeubles de rapport au 7 rond-point du Pont-Mirabeau et 2 rue de la Convention,
- en 1933, avec les mêmes architectes, l'immeuble de apport au 2 rue Verderet et 1 rue d'Auteuil,
- en 1930-1933, par les mêmes architectes, les immeubles à loyer moyen au 134-142 boulevard Berthier,
- en 1933, par les mêmes architectes, l'immeuble de l'Office public d'habitation de la Seine au 32 quai des Célestins.

En 1932, il a réalisé à Boulogne-Billancourt, avec Paul de Rutté et Paul Sirvin une cité d'environ mille logements pour l'Office Public des Habitations à Bon Marché de la Seine au 54, 56 quai du Point-du-Jour.